# أورنج
أورنج (بالإنجليزية:.Orange S.A)(
تنطق بالفرنسية: [ɔʁɑ̃ʒ ɛs‿a]
) وهي شركة فرانس تليكوم SA سابقًا حيث أنها شركة تقدم خدمات المحمول والإنترنت. أنشئت العلامة في عام 1994 لصالح شبكة خدمات الهاتف المحمول في المملكة المتحدة التابعة لشركة هاتشيسون للاتصالات، وهي الشبكة التي قامت فرانس تيليكوم بشرائها وامتلاكها في أغسطس 2000. وفي 2006، تم تغيير اسم مقدم خدمات الإنترنت المعروف آنذاك باسم وانادو (واندوو) لتدخل تحت شعار أورنج هي الأخرى. كانت أورنج العلامة التجارية الموحدة لمعظم الخدمات التي كانت تقدمها فرانس تيليكوم، إلى أن تم تغيير علامة مجموعة فرانس تيليكوم بالكامل إلى أورنج. تم تأسيس أورنج فرنسا في العام 2005 ويقع مقرها الرئيسي في باريس، فرنسا.
فرانس تليكوم، هي شركة اتصالات فرنسية متعددة الجنسيات. لديها 266 مليون عميل في جميع أنحاء العالم وتوظف 89000 شخص في فرنسا و 59000 في أماكن أخرى. إنها عاشر أكبر مشغل لشبكات الهاتف المحمول في العالم ورابع أكبر مشغل في أوروبا بعد فودافون وتليفونيكا وفيون. في عام 2015، حققت المجموعة إيرادات قدرها 40 مليار يورو. يقع المكتب الرئيسي للشركة في الدائرة الخامسة عشرة في باريس. الرئيس التنفيذي الحالي هو ستيفان ريتشارد. الشركة هي أحد مكونات مؤشر سوق الأسهم Euro Stoxx 50.
كانت أورانج العلامة التجارية الرئيسية للشركة لخدمات الهاتف المحمول والخطوط الأرضية والإنترنت ولخدمة البث التلفزيوني الرقمي للكمبيوتر عبر الإنترنت (IPTV) وذلك منذ عام 2006. حيث نشأت في عام 1994 عندما استحوذت شركة هاجيسون وامبو على حصة مسيطرة في شركة ميكروتيل للإتصالات خلال أوائل التسعينيات وأطلق عليها اسم «أورانج». أصبحت شركة تابعة لشركة مانسمان في عام 1999 واستحوذت عليها فرانس تليكوم في عام 2000. تم تغيير اسم الشركة إلى أورانج في 1 يوليو 2013.

## التاريخ

مقر أورنج بباريس، فرنسا.

### الخدمة المؤممة (السبعينيات والثمانينيات)
في عام 1792، وفي ظل الثورة الفرنسية، تم تطوير أول شبكة اتصالات لتمكين النقل السريع للمعلومات في بلد متحارب وغير آمن. كانت تلك هي شبكة التلغراف البصري لكلود تشابي.
في عام 1878، بعد اختراع التلغراف الكهربائي ثم اختراع الهاتف، حيث أنشأت الدولة الفرنسية وزارة للبريد والبرق. تمت إضافة خدمات الهاتف إلى الوزارة عندما تم تأميمها في عام 1889. ومع ذلك، لم يظهر الرمز "T" الثاني (لـ «الهواتف») حتى عام 1923 وتحول قسم P & T إلى PTT.
في عام 1941، تم إنشاء مديرية عامة للاتصالات داخل هذه الوزارة. ثم في عام 1944، تم إنشاء المركز الوطني لدراسات الاتصالات (CNET) لتطوير صناعة الاتصالات السلكية واللاسلكية في فرنسا.
في السبعينيات، حاولت فرنسا جاهدة تعويض تأخرها في بلدان أخرى من خلال برنامج «دلتا LP» (زيادة الخطوط الرئيسية). كان ذلك في الوقت الذي تم فيه بناء غالبية الحلقة المحلية؛ وكانت هذة هي كل الكابلات التي تربط المستخدمين بالمشغل. علاوة على ذلك، بمساعدة الشركات المصنعة الفرنسية، اخترع المهندسون والباحثون CNET للتحويل الرقمي ومعيار Minitel وGSM.
في عام 1982، قدمت تيليكوم خدمة مينيتل للطلب عبر الإنترنت لعملائها.

### إنشاء فرانس تليكوم (1988-1997)
حتى عام 1988، كانت فرانس تليكوم تُعرف بالاتجاه العام للاتصالات، وهي قسم تابع لوزارة البريد والاتصالات. أصبحت مستقلة في عام 1990. فكان هذا استجابة لتوجيه أوروبي يهدف إلى جعل المنافسة إلزامية في الخدمات العامة اعتبارًا من 1 يناير 1998. غير مشروع قانون 2 يوليو 1990 شركة فرانس تليكوم إلى مشغل للقانون العام، وكان مارسيل روليه أول رئيس لها. منذ ذلك الحين، أصبح للشركة هيئة اعتبارية منفصلة عن الدولة واكتسبت الاستقلال المالي. ثم تمت خصخصتها من قبل حكومة اليسار التعددي ليونيل جوسبان ابتداء من 1 يناير 1998. توصلت الحكومة الفرنسية، سواء بشكل مباشر أو من خلال شركتها القابضة ERAP، إلى امتلاك حصة تبلغ حوالي 27 ٪ من الشركة. بالإضافة إلى ذلك، قام مجلس الوزراء بتعيين الرئيس التنفيذي فيها. في سبتمبر 1995، تم تعيين ميشيل بون لإدارة مجموعة فرانس تليكوم.

### «التسعينات الهائلة» (1997-2000)
في عام 1997، تم تعويم رأس مال الشركة العامة الجديدة بنجاح بينما أدت ظاهرة فقاعة الدوت كوم إلى صعود البورصات. حدث طرح ثاني للأسهم في عام 1998. تأخرت فرانس تليكوم في التدويل الذي أطلقه منافسوها الدوليون مثل فودافون، وبالتالي بدأت في البحث عن أهداف بأعلى معدل مضاربة في فقاعة dot-com. علاوة على ذلك، توقف تحالفها مع شركة دويتشه تيليكوم على أساس مساهمة رأسمالية متبادلة بنسبة 2٪، وذلك عندما أعلنت شركة دويتشه تيليكوم أنها تخطط للقيام بأعمال تجارية مع شركة تيليكوم إيطاليا دون إخبار الفرنسيين - حتى لو فشل هذا المشروع.

### الاستحواذ على شركة أورانج والخصخصة
في يوليو 1991، استحوذت شركة هوتشيسون تيليكوم، وهي شركة تابعة للمجموعة البريطانية هاجيسون وامبو ومقرها هونج كونج، على حصة مسيطرة في شركة مكروتيل المحدودة، والتي حصلت في ذلك الوقت على ترخيص لتطوير شبكة للهاتف المحمول في المملكة المتحدة. أعادت هوتشيسون تسمية ميكروتيل إلى أورانج لخدمات الاتصالات الشخصية المحدودة، وفي 28 أبريل 1994، ثم تم إطلاق علامة أورانج التجارية في سوق الهواتف المحمولة في المملكة المتحدة. وبعد ذلك تم اعتماد هيكل الشركة القابضة في عام 1995 بتأسيس شركة أورانج بي إل سي. في أبريل 1996، تم طرح أورانج للاكتتاب العام وطرحها في بورصة لندن وناسداك، فأصبحت مملوكة بالأغلبية لهوتشيسون بنسبة (48.22٪)، تليها بي إيه إي بنسبة (21.1٪). في يونيو 1996، أصبحت أصغر شركة تدخل FTSE 100، بقيمة 2.4 مليار جنيه إسترليني.
في أكتوبر 1999، استحوذت شركة مانسمان إيه جي الألمانية على أورانج بسعر يعادل 7900 يورو لكل عميل، أي ما يوازي 33 مليار دولار أمريكي.
دفع استحواذ مانسمان على أورانج شركة فودافون إلى تقديم عرض استحواذ عدائي على شركة مانسمان. بعد ذلك بوقت قصير، في فبراير 2000، استحوذت فودافون على مانسمان مقابل 183 ملياراً دولارًا أمريكيًا، وقررت تجريد أورانج لأن لوائح الاتحاد الأوروبي لن تسمح لها بالحصول على ترخيصين للهاتف المحمول.
في أغسطس 2000، اشترت فرانس تليكوم شركة أورانج بي إل سي من شركة فودافون بتكلفة إجمالية تقدر بـ 39.7 مليار يورو. في ذلك الوقت، اشترت فرانس تليكوم أيضًا حصصًا في العديد من الشركات الدولية الأخرى (جلوبال وان وإيكوانت وانترنت تيليكوم وفريسيرف وإريسماس وإن تي إل وموبايل كوم)، والتي تم إعادة بيع بعضها منذ ذلك الحين. من خلال هذه العملية، أصبحت فرانس تليكوم رابع أكبر مشغل عالمي. تم دمج عمليات الهاتف المحمول لشركة أورانج بي إل سي مع غالبية عمليات الهاتف المحمول لشركة فرانس تليكوم، لتشكيل المجموعة الجديدة أورانج إس إيه.
في 13 فبراير 2001، تم إدراج أورانج إس إيه في بورصة يورونكست باريس مع طرح عام أولي بقيمة 95 يورو للسهم، مع إدراج ثانوي في لندن. في مايو 2001، تم إدراج أورانج إس إيه في CAC 40،  مؤشر سوق الأسهم القياسي لأكبر 40 شركة فرنسية من حيث القيمة السوقية.
في يونيو 2001، تم استبدال العلامات التجارية لشركة فرانس تيليكوم موبايل مثل إتينيريسو وأوه إل إيه وموبيكارت بعلامة أورانج التجارية. في 21 نوفمبر 2003، سحبت فرانس تليكوم 13.7٪ من أسهم أورانج المتداولة في بورصة باريس.
في 2 أكتوبر 2002، تم تكليف الرئيس التنفيذي، تييري بريتون، بمهمة قلب الشركة بعد أن أصيبت الشركة بالشلل بسبب الديون بعد انخفاض سعر سهم الشركة. في 30 سبتمبر 2002، كان سعر سهم الشركة 6.94 يورو، منخفضًا من 219 يورو في 2 مارس 2000. كانت فرانس تليكوم ثاني أكثر الشركات مديونية في العالم من حيث المطلوبات قصيرة الأجل. حصلت الشركة على 15 مليار من تسوية الديون التي كان يجب أن تتحملها البنوك والمستثمرون، و 15 مليار أخرى كزيادة في رأس المال من الدولة الفرنسية لأنها كانت لا تزال المساهم الأكبر، و 15 مليارًا إضافية نقدًا من المدخرات الداخلية. في 25 فبراير 2005، تم تعيين تييري بريتون وزيراً للمالية والصناعة، وحل محله ديدييه لومبارد، الذي كان رئيسًا لقسم التقنيات الجديدة في الشركة، كرئيس تنفيذي.

### مخطط NeXT وإعادة تسميته إلى أورانج (2006 إلى الوقت الحاضر)
كان مخطط NeXT هو خطة التعافي لشركة فرانس تليكوم، والتي تهدف إلى خفض التكاليف، وخاصة تكاليف الأجور، وتنفيذ سياسة متقاربة لمنتجاتها وخدماتها، وتجميع جميع العلامات التجارية معًا تحت علامة تجارية واحدة، باستثناء الأنشطة التي تتعامل مع الهاتف الثابت الذي سيبقى تحت تسمية «فرانس تليكوم». وبالتالي، أدى ذلك إلى اختفاء عدد من العلامات التجارية.
منذ 1 يونيو 2006، حاولت فرانس تليكوم تسويق جميع منتجاتها تحت علامة تجارية عالمية واحدة، لتصبح العلامة التجارية الوحيدة لمجموعة غرانس تيليكوم لخدمات الإنترنت والتلفزيون والهاتف المحمول في معظم البلدان التي تعمل فيها أورانج. أصبحت أورانج بيزنس سيرفيس هي العلامة التجارية لجميع عروض خدمات الأعمال في جميع أنحاء العالم، لتحل محل العلامة التجارية إيكوانت. في يونيو 2007، استحوذت أورانج وشركاء منتصف أوروبا على شركة شبكة الهاتف المحمول النمساوية وان، وأعادوا تسميتها باسم أورانج أستراليا. في عام 2012 تم بيع هذه الشبكة لشركة هوتشيسون 3G وتم إنهاء العلامة التجارية أورانج أستراليا.
في نوفمبر 2008، أطلقت أورانج خمس قنوات لمسلسلات أورانج سينما. للقيام بذلك، اشترت أورانج الحقوق الحصرية من وارنر برذرز  بالنسبة للعرض الأول لجميع الأفلام الجديدة، التي كانت تمتلكها سابقًا تي بي إس ستار (شركة تابعة لمجموعة كانال)، بالإضافة إلى جميع الأفلام الموجودة في كتالوجها وحقوق كتالوجات أفلام شركة أفلام غومونت وإتش بي أو ومترو غولدوين ماير. كما حصلت أورانج على الحقوق الحصرية لبث مباريات دوري الدرجة الأولى الفرنسي لكرة القدم مساء السبت من الاتحاد الفرنسي لكرة القدم. الشركة الفرنسية للاتصالات (شركة تابعة لـمجموعة كانال) اتهمت أورانج بالبيع المقيد لأن قنوات أورانج متاحة فقط لمشتركيها. في يونيو 2008، تخلت الشركة عن 27 مليار يورو لشراء المشغل السويدي تلياسونيرا بعد فشل الشركتين في الاتفاق على الشروط.
في عام 2008، حصلت أورانج على إذن من أبل لبيع آيفون في أسواق النمسا وبلجيكا وجمهورية الدومينيكان ومصر والأردن وبولندا والبرتغال ورومانيا وسلوفاكيا وسويسرا وأسواق أورانج الأفريقية. في 8 سبتمبر 2009، أعلنت دويتشه تيليكوم الأم لشركة أورانج وشركة تي موبايل أنهما تجريان محادثات متقدمة لدمج عملياتهما في المملكة المتحدة لإنشاء أكبر مشغل للهاتف المحمول مع حصة بنسبة 37٪ من إجمالي السوق. بحيث سيتم الاحتفاظ بكل من علامتي تي موبايل وأورانج  بسبب الاختلافات في السوق المستهدفة. ثم ستظل تي موبايل هو العرض الواعي للميزانية وأورانج هو العرض المتميز على الرغم من وجود بعض التداخل اعتبارًا من فبراير 2011.
في 5 أبريل 2009، فازت شركة أورانج بدعوى تحكيم ضد شركة أوراسكوم تيليكوم، مما أجبر شركة أوراسكوم على نقل حصتها في موبينيل إلى أورانج بسعر 441,658 جنيه مصري لكل سهم من أسهم موبينيل. في 28 أكتوبر 2009، غيرت شركة أورانج اسم شركة الاتصالات السلكية واللاسلكية اللوكسمبورغية فوكس موبايل إلى أورانج. في 5 نوفمبر 2009، أطلقت شركة أورانج أرمينيا، وهي شركة تابعة بنسبة 100٪ لشركة فرانس تيليكوم، تقدم خدمات الاتصالات في أرمينيا. في 11 ديسمبر 2009، وافقت الهيئة التنظيمية في مصر على عرض من إحدى شركات فرانس تليكوم (أورانج) لشراء موبينيل. في عام 2010 تغيرت شركة أورانج المدير التنفيذي. تم استبدال ديدييه لومبارد بستيفان ريتشارد. كما أعيد تنظيم الشركة داخليًا، وعلى الأخص مع وصول وزيرة الثقافة السابقة كريستين ألبانيل كرئيسة للاتصالات للمجموعة. في منتصف أبريل 2010 أعلنت شركة أورانج المملكة المتحدة أنها ستسند إدارة شبكة النطاق العريض الخاصة بها إلى BT. استقبل معلقو النطاق العريض هذا الإعلان بشكل إيجابي، حيث شعروا أن هذه الخطوة من المرجح أن تحسن جودة النطاق العريض في أورانج وخدمات العملاء.
في 2 مارس 2012، ترك ديدييه لومبارد الشركة، والذي ظل مستشارًا خاصًا لستيفان ريتشارد. خيم على مغادرته الجدل حول خيارات الأسهم الخاصة به، فكان يشتبه في أنه بقي مع الشركة لفترة أطول لانتظار استرداد سهم فرانس تيليكوم ثم ممارسة خيار الأسهم. تم تداول السهم بحوالي 16 يورو، في حين كانت خيارات الأسهم الخاصة به عند 23 يورو. في 3 فبراير 2012، أعلنت هاجيسون وامبو أنها ستشتري أورانج أستراليا مقابل 1.7 مليار دولار أمريكي. تم إغلاق الصفقة في 3 يناير 2013،  وتم إلغاء علامة أورانج التجارية تدريجياً في 19 أغسطس 2013، عندما تم دمج عملياتها في 3 مارس 2012، اشترت فرانس تليكوم 93.9 بالمائة من موبينيل، مشغل الهاتف المحمول المصري، من شركة شركة أوراسكوم تليكوم للإعلام والتكنولوجيا (OTMT) التابعة لنجيب ساويرس في محاولة لمضاعفة إيراداتها في منطقة الشرق الأوسط وشمال إفريقيا بحلول عام 2015. في 28 مايو 2013 في الاجتماع السنوي للمساهمين، وافق المساهمون على تغيير اسم المجموعة إلى أورانج إس إيه وأصبح هذا ساريًا اعتبارًا من 1 يوليو 2013. في سبتمبر 2014، وافقت أورانج على صفقة للاستحواذ على شركة جازتيل الإسبانية مقابل رسوم تبلغ حوالي 3.4 مليار يورو.
اعتبارًا من أكتوبر 2018، تعاونت أورانج مع جوجل من أجل تثبيت كبل البحر عبر المحيط الأطلسي، لمشاركة البيانات بين الولايات المتحدة وفرنسا بسرعات أعلى. من المقرر أن يبدأ تشغيل الكبل القائم على الألياف في عام 2020، حيث تبلغ سعة تصميمه 250 تيرابت في الثانية (Tbit / s) وسيمتد بطول 6600 كيلومتر تقريبًا.

### أورنج (مشغل شبكات المحمول)
أنشئت شركة ميكروتل للاتصالات في أبريل 1990، وكان على هيئة كونسورتيوم أن تضم كلاً من شركة پاكتل، وبرتيش آيروسپيس، وميليكوم، وشركة ماترا الفرنسية، ولاحقًا اكتسبت بريتيش آيروسپيس التحكم الكامل بالشركة. في العام 1991 حصلت ميكروتل على رخصة لتطوير شبكة للهاتف المحمول في المملكة المتحدة، وفي 1991 قامت هاتشيسون للاتصالات بشراء مايكروتل من بريتيش آيروسپيس. تم تغيير اسم مايكروتل في عام 1994 إلى أورنج لخدمات الاتصالات الشخصية. قام بابتكار علامة أورنج فريق داخلي في مايكروتل برئاسة كريس موس (مدير التسويق) وبمساعدة مارتن كيو، روب فيرنس، وإيان پوند. السبب لاختيار الشكل المربع لشعار أورنج هو أنه كان هنالك إحساس بأن كلمة أورنج (وتعني البرتقال أو اللون البرتقالي) قد ينظر إليها باعتبارها فاكهة البرتقال في حين أن المقصود بالشعار هو اللون البرتقالي لكونه لون زاهٍ ومبهج. أنشئت شبكة أورنج في يوم 28 أبريل 1994.
في 1995، تأسست شركة أورنج پي إل سي كشركة قابضة لمجموعة أورنج. وأنشأت فرانس تيليكوم الشركة الحالية بعد قيامها بشراء أورنج پي إل سي ودمجها بشركات مشغلي الهاتف المحمول القائمة لديها.

### أورنج (مقدم خدمات الإنترنت)
تعمل أورنج كمقدم لخدمات الإنترنت في فرنسا، إسپانيا، كينيا، غينيا الاستوائية، السنغال، غينيا، رومانيا، سلوڤاكيا وسويسرا. وتعمل فرانس تيليكوم أيضًا كمقدم لخدمات الإنترنت في پولندا عبر مساهمتها في شركة الاتصالات الپولندية التي تعمل الآن بعلامة تجارية مشتركة مع أورنج. تعدّ أورنج حاليًا أكبر شركة تقدم خدمات الإنترنت في أوروپا بما يزيد على عشرة ملايين مشترك (متضمنين عملاء شركة الاتصالات الپولندية). معظم المشتركون فيما كان يعرف سابقًا باسم وانادو هم من فرنسا، المملكة المتحدة، إسپانيا وپولندا.
تغير اسم وانادو إلى أورنج في الأول من يونيو 2006 لتوحيد العلامة التجارية التي تمتلكها الشركة الأم فرانس تيليكوم. وكان الدمج لتقديم خدماتهما تحت اسم موحد.

## المساهمين
المساهمون الرئيسيون في أورانج اعتبارًا من 31 ديسمبر 2015 هم دولة فرنسا من خلال وكالة الاشتراكات في الدولة  والبنك العام للاستثمار بفرنسا (لتحل محل مؤسسة استراتيجيات الاستثمار) مقابل 23.04٪. اعتبارًا من منتصف عام 2013، امتلك موظفو أورانج 4.81٪ والشركة نفسها تمتلك 0.58٪.

## عمليات

### التليفون المحمول

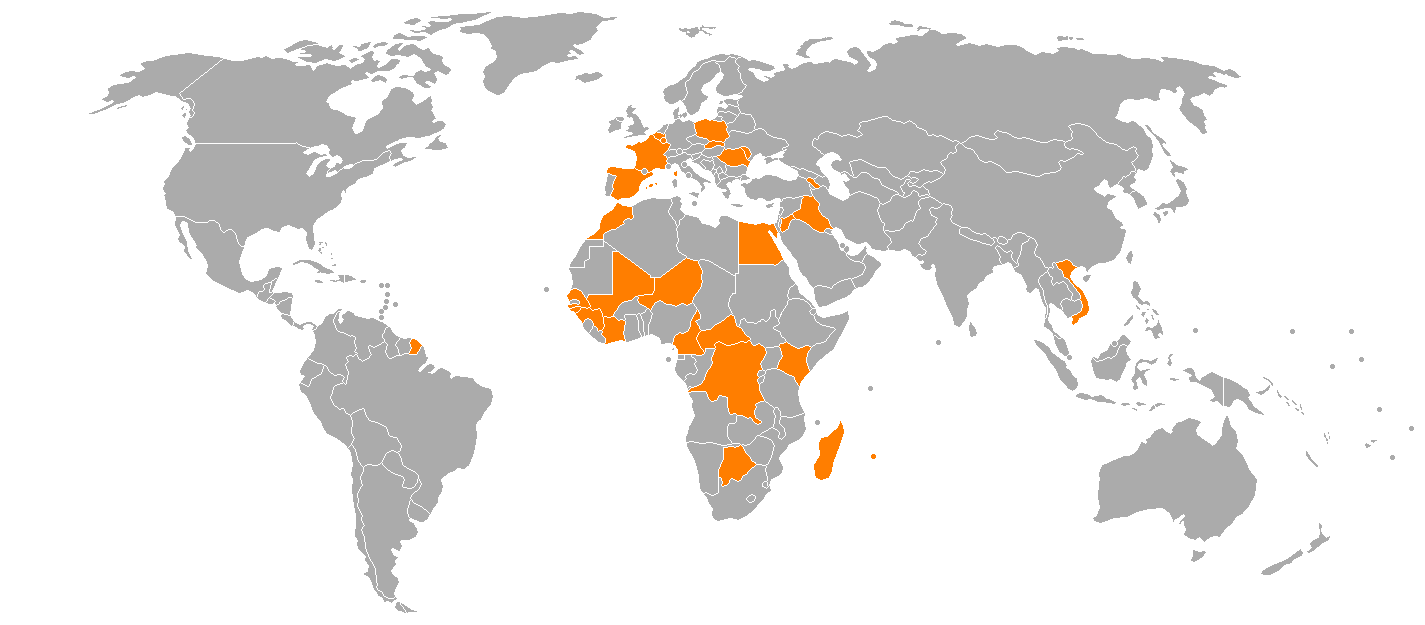
أنشطة أورانج العالمية.

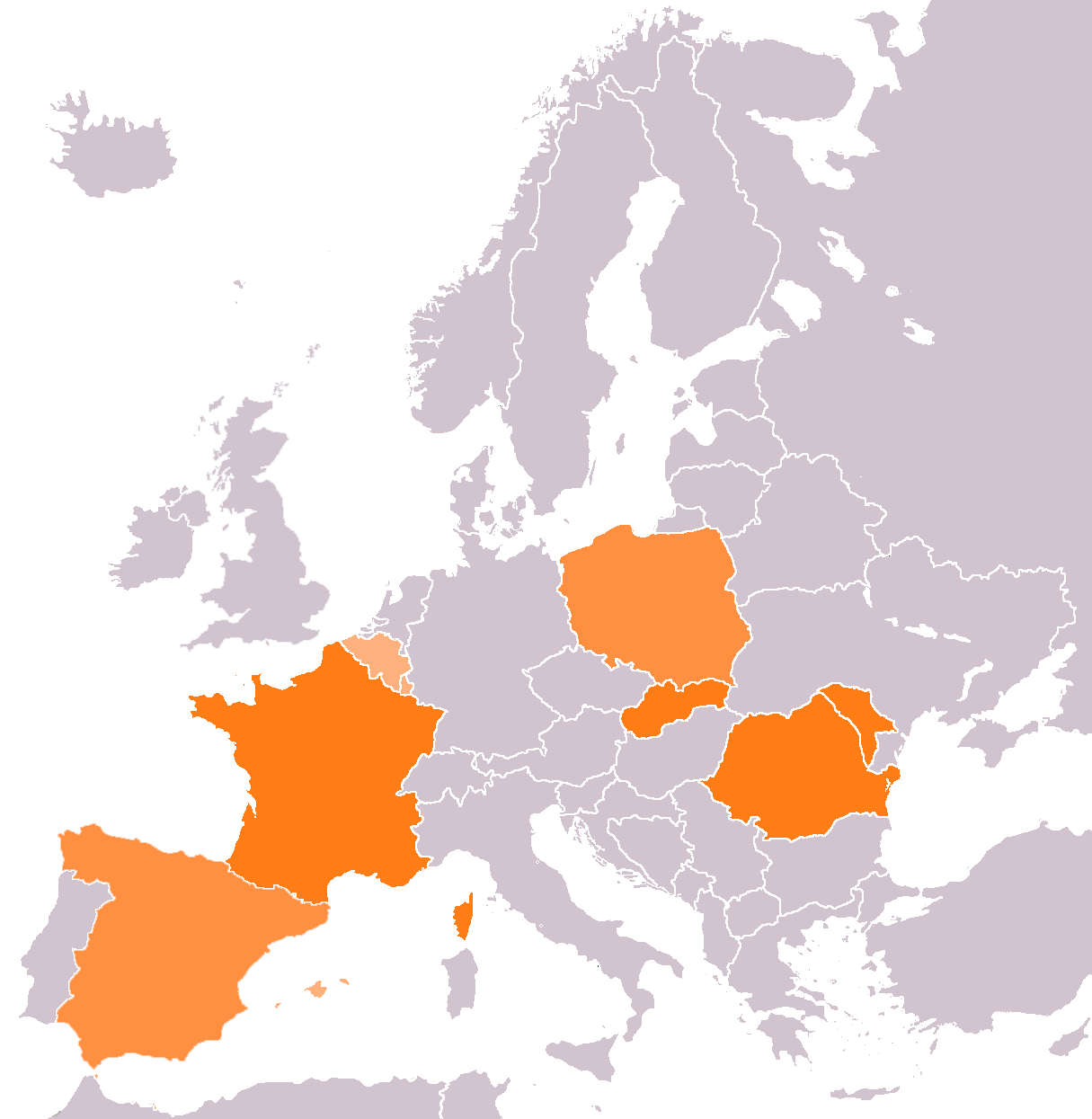
مواقع شبكات المحمول في أوروبا. فرنسا ومولدوفا ورومانيا وسلوفاكيا: قيادة أعمال الهاتف المحمول. بلجيكا، بولندا: المرتبة الثانية في مجال الهواتف المحمولة. إسبانيا: المرتبة الثالثة في مجال الهاتف المحمول.

أورانج هي العلامة التجارية الوحيدة المستخدمة في تسويق عروض الهاتف المحمول للشركة؛ بحيث تم دمج العلامات التجارية إتينيريس وأو إل إيه وموبيكارت منذ عام 2001، وأصبحت موبيكارت عرضًا خاصًا للمكالمات المدفوعة مسبقًا. اعتبارًا من 31 ديسمبر 2010، أصبح لدى أورانج 150 مليون عميل للهاتف المحمول حول العالم، 17.9٪ منهم في فرنسا. أورانج فرنسا هي شركة الاتصالات الرائدة في فرنسا، بحصة سوقية تبلغ 45.38٪ اعتبارًا من 2 نوفمبر 2009.
| الدولة                                 | الشركة المشغلة       | الموقع على الإنترنت |
| -------------------------------------- | -------------------- | ------------------- |
| فرنسا                                  | أورنج                | www.orange.fr       |
| بلجيكا                                 | أورنج بلجيكا         | www.orange.be       |
| لوكسمبورغ                              | أورنج                | www.orange.lu       |
| مولدوفا                                | أورنج مولدوفا        | www.orange.md       |
| بولندا                                 | أورنج بولندا         | www.orange.pl       |
| رومانيا                                | أورنج رومانيا        | www.orange.ro       |
| سلوفاكيا                               | أورنج سلوفاكيا       | www.orange.sk       |
| إسبانيا                                | أورانج إسبانيا       | www.orange.es       |
| جمهورية الدومينيكان                    | أورنج                | www.orange.com.do   |
| بوتسوانا                               | أورنج                | www.orange.co.bw    |
| الكاميرون                              | أورنج الكاميرون      | www.orange.cm       |
| ساحل العاج                             | أورنج ساحل العاج     | www.orange.ci       |
| مصر                                    | أورنج مصر            | www.orange.eg       |
| غينيا الاستوائية · غينيا · غينيا بيساو | أورنج غينيا          | www.orange.gq       |
| الأردن                                 | أورنج الأردن         | www.orange.jo       |
| كينيا                                  | أورنج كينيا          | www.orange.co.ke    |
| مدغشقر                                 | أورنج                | www.orange.mg       |
| مالي                                   | أورنج                | www.orange.ml       |
| موريشيوس                               | أورنج                | www.orange.mu       |
| المغرب                                 | أورنج المغرب         | www.orange.ma       |
| النيجر                                 | أورنج                | www.orange.ne       |
| جمهورية إفريقيا الوسطى                 | أورنج أفريقيا الوسطى | www.orange.cf       |
| جمهورية الكونغو الديمقراطية            | أورانج RDC           | www.orange.cd       |
| لا ريونيون                             | أورنج                | www.orange.re       |
| السنغال                                | أورنج                | www.orange.sn       |
| تونس                                   | أورنج تونس           | www.orange.tn       |

تم ترخيص اسم العلامة التجارية أورانج لعدد من المشغلين الذين لا تملكهم شركة أورانج إس إيه، ومنهم:
| البلد               | المشغل السابق | تغيير العلامة التجارية / إلغاء الترخيص | المشغل الحالي         | موقع الكتروني |
| ------------------- | ------------- | -------------------------------------- | --------------------- | ------------- |
| الهند               | أورنج         | يناير 2006                             | فودافون ايديا         | vodafone.in   |
| المملكة المتحدة     | أورنج         | فبراير 2015                            | EE                    | ee.co.uk      |
| ليختنشتاين          | أورنج         | أبريل 2015                             | Salt                  | 7acht.li      |
| سويسرا              | أورنج         | أبريل 2015                             | Salt                  | salt.ch       |
| أرمينيا             | أورنج         | ديسمبر 2015                            | Ucom                  | ucom.am       |
| إسرائيل             | أورنج         | فبراير 2016                            | شركة بارتنر للاتصالات | partner.co.il |
| موريشيوس            | أورنج         | نوفمبر 2017                            | My.T                  | myt.mu        |
| جمهورية الدومينيكان | أورنج         | نوفمبر 2017                            | Altice                | altice.com.do |

### الخط الأرضي والإنترنت
استحوذت أورانج على أعمال الخطوط الأرضية والإنترنت في فرانس تيليكوم وواندوو في عام 2006. منذ ذلك الحين، أصبحت أورانج هي العلامة التجارية الوحيدة لشركة فرانس تيليكوم لخدمات الخطوط الأرضية والإنترنت في جميع أنحاء العالم، مع استثناءات قليلة، مثل موبيستار في بلجيكا وتي بي إس إيه في بولندا. يتم توفير عروض الإنترنت ذات النطاق العريض ثلاثي التشغيل من أورانج من خلال لايف بوكس. اعتبارًا من 31 ديسمبر 2010، كان لدى أورانج 13.7 مليون عميل لخدمة الخط الأرضي المشترك الرقمي غير المتماثل (ADSL) عريضة النطاق حول العالم، 67٪ منهم في فرنسا 40.
لايف بوكس هو مودم ADSL الذي يتم توفيره لعملاء خدمة الإنترنت المنزلي من أورانج (ADSL) و FTTH في فرنسا والمملكة المتحدة وهولندا وسويسرا وإسبانيا وتونس ولعملاء وايماكس في الكاميرون. إنه بمثابة جسر بين الوصول إلى الإنترنت والشبكة المنزلية من خلال العديد من واجهات الاتصال (بلوتوث، إيثرنت، واي-فاي). لقد تطور لايف بوكس بمرور الوقت. تم استبدال لايف بوكس 1.0 بالإصدار 1.1، ميني لايف بوكس، متبوعًا بـ لايف بوكس 2.0. كان من المقرر طرح الإصدار الأحدث في عام 2012. يتم تقديم لايف بوكس بموجب عقد شهري مقابل 3 يورو شهريًا أو للشراء مقابل 59 يورو. عدد صناديق لايف بوكس المستأجرة في عام 2008 بلغت قيمة 7.3 مليون يورو، بزيادة قدرها 12.3٪ في عام واحد.

#### البث
بدءًا من عام 2003، ركزت إستراتيجية أورانج على اكتساب وإنشاء ونشر المحتوى. بدأ هذا مع إنشاء مالين تي في في عام 2003، والذي أعيد تسميته لاحقًا بـ أورانج تي في، وخدمة الوصول إلى تلفزيون ADSL وفيديو عند الطلب. في عام 2004، نظمت أورانج خدمة الوصول إلى التلفزيون للهواتف المحمولة. في عام 2007، أنشأت أورانج Studio 37 [الفرنسية]
 وفي عام 2008، دخلت في شراكة مع تلفزيون فرنسا لبث برامج مسجلة مسبقًا من التلفزيون الوطني العام وطرح قنوات موضوعية للرياضة والسينما والمسلسلات التلفزيونية. أُعلن عن إستراتيجية الوصول إلى المحتوى التي أطلق عليها اسم المحتوى في كل مكان في عام 2008 بالتزامن مع إطلاق القنوات التلفزيونية لمسلسل أورانج سينما، وتهدف إلى تزويد العملاء بإمكانية الوصول إلى جميع محتويات الشركة في أي مكان ومن أي جهاز.

#### أورانج سينما سيريس
تم إطلاق أورانج سينما سيريس في 13 نوفمبر 2008، جنبًا إلى جنب مع أورانج سبورت؛ تضم خمس قنوات مخصصة للأفلام (أورانج سينيماكس وسينيهابي وسينيشوك وسينينوفو وسينيجيانت). تعرض القنوات بشكل أساسي أفلامًا من كتالوجات وارنر برذرز وإتش بي أو. تقوم أورانج بتثبيت خدمات فيديو حسب الطلب (VOD) إضافية على قنواتها، مما يسمح للمشاهدين بمشاهدة البرامج التي تم بثها في الثلاثين يومًا السابقة متى شاءوا، بالإضافة إلى البرامج الإضافية من الشهر السابق.

#### أورانج سبورت
تم إطلاق أورانج سبورت13 نوفمبر 2008. يضمن أورانج حقوق البث لمباراة السبت المسائية لمباريات الدوري الفرنسي من موسم 2008/2009 إلى موسم 2011/2012، وحقوق البث على أرضه لثمانية أندية من الدوري الإيطالي (سامبدوريا، أتالانتا، كييفو، ريجينا، سيينا، باليرمو، أودينيزي ونابولي). يمثل الحصول على هذه الحقوق بداية المنافسة على البرامج الرياضية مع مجموعة كانال بلس.

#### الفيديو حسب الطلب
تقدم أورانج خدمات للفيديو عند الطلب باستخدام وحدة فك ترميز أورانج أو كمبيوتر أو هاتف محمول. تقدم أورانج برمجة مجانية من كتالوجات الأعمال المتاحة لتلفزيون فرنسا، M6 وTF1 لمدة أسبوع واحد بعد بثها الأولي.

#### الترفيه عبر الإنترنت
في عام 1997، أنشأت فرانس تيليكوم شركة Goa، وهي شركة فرعية للترفيه عبر الإنترنت. تم إطلاق الموقع كمنصة للاعبين في الألعاب متعددة اللاعبين عبر الإنترنت. في عام 2002، حصلت Goa على رخصة التشغيل لـ العصر المظلم لكاميلوت. في عام 2007، توقفت جي أو إيه عن كونها شركة فرعية وتم دمجها في أورانج. في عام 2009، أعادت أورانج تركيز جي أو إيه ودت كوم على الترفيه عبر الإنترنت وتوقفت تدريجياً عن تشغيل الألعاب متعددة اللاعبين عبر الإنترنت. في أغسطس 2010، اختفى جي أو إيه دوت كوم ليصبح بوابة أورانج إجو.

### موسيقى
أنشأته أورانج في عام 2008، ليفراديو هي خدمة بث راديو أي بي مجانية مباشرة حسب الطلب. يمكن للمستخدمين الوصول من خلال هذه الخدمة إلى أكثر من 10000 محطة راديو إف إم وعلى شبكة الإنترنت و 11000 بودكاست من 100 دولة مختلفة.

## الشركات التابعة والمشاريع المشتركة والممتلكات

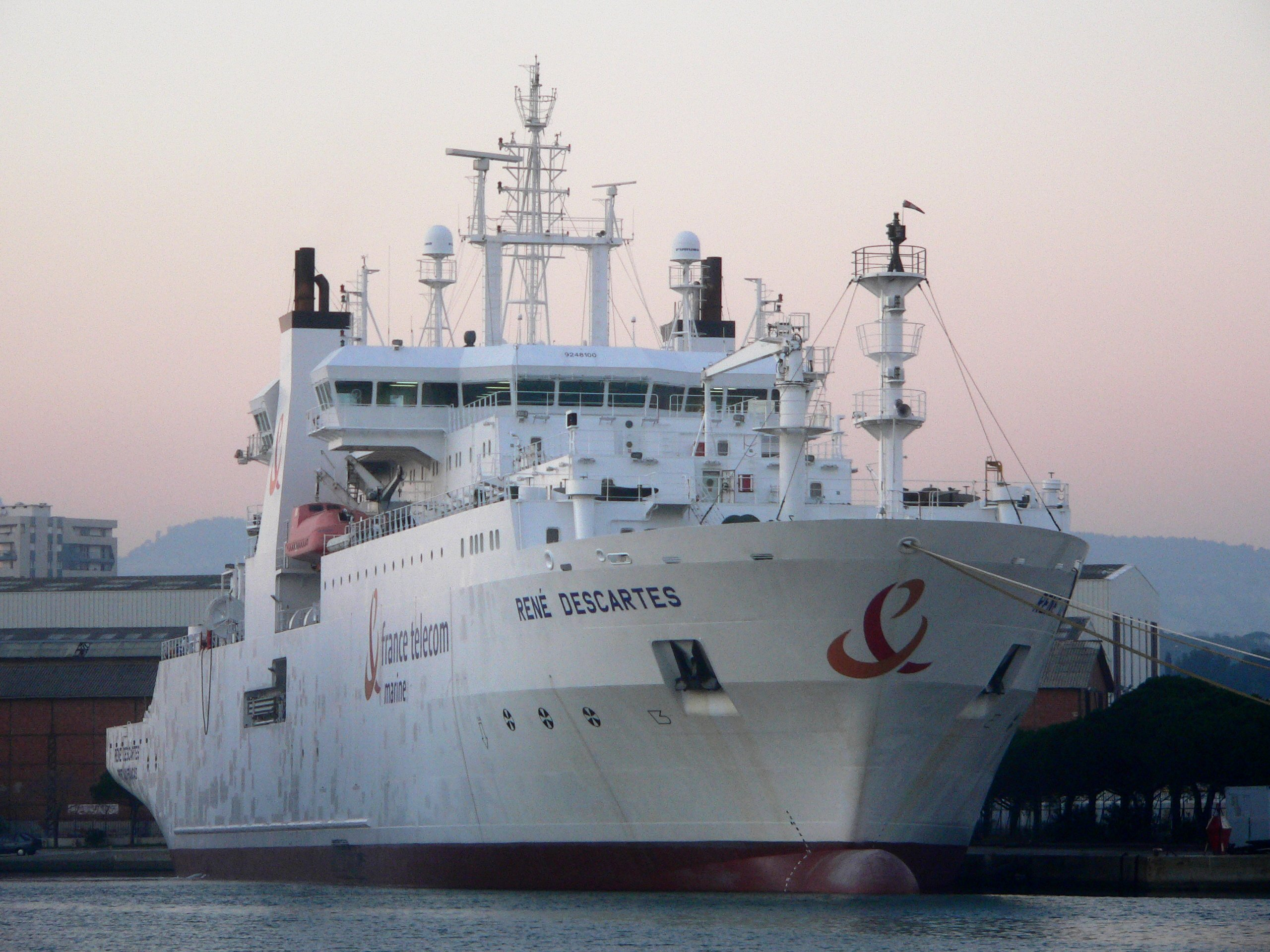
تقوم أورانج مارين بتشغيل سفن مد الكابلات

أورانج هي مزود وصول إلى الاتصالات تقدم للعملاء الوصول من خلال منصات متعددة. المنصات الأربعة الرئيسية التي تعمل بها أورانج هي:
1. الهاتف الثابت، خاصة في فرنسا وبولندا.
2. الوصول إلى النطاق العريض.
3. الهاتف المحمول.
4. في الآونة الأخيرة، آي بي تي في، على الرغم من وجوده حاليًا فقط في فرنسا وإسبانيا وسلوفاكيا، والمعروف باسم أورانج تي في.

قامت فرانس تليكوم بدمج الأقسام الداخلية المختلفة التي تدير كل منصة وتعمل الآن جميعها تحت العلامة التجارية أورانج.

### خدمات أورنج للأعمال
تتواجد أورانج في الولايات المتحدة من خلال قسم خدمات الأعمال في أورانج وشريكها التاريخي في رأس المال الاستثماري إنوفاكوم بالإضافة إلى معملين للبحث والتطوير: أحدهما في بوسطن والآخر في جنوب سان فرانسيسكو، كاليفورنيا.

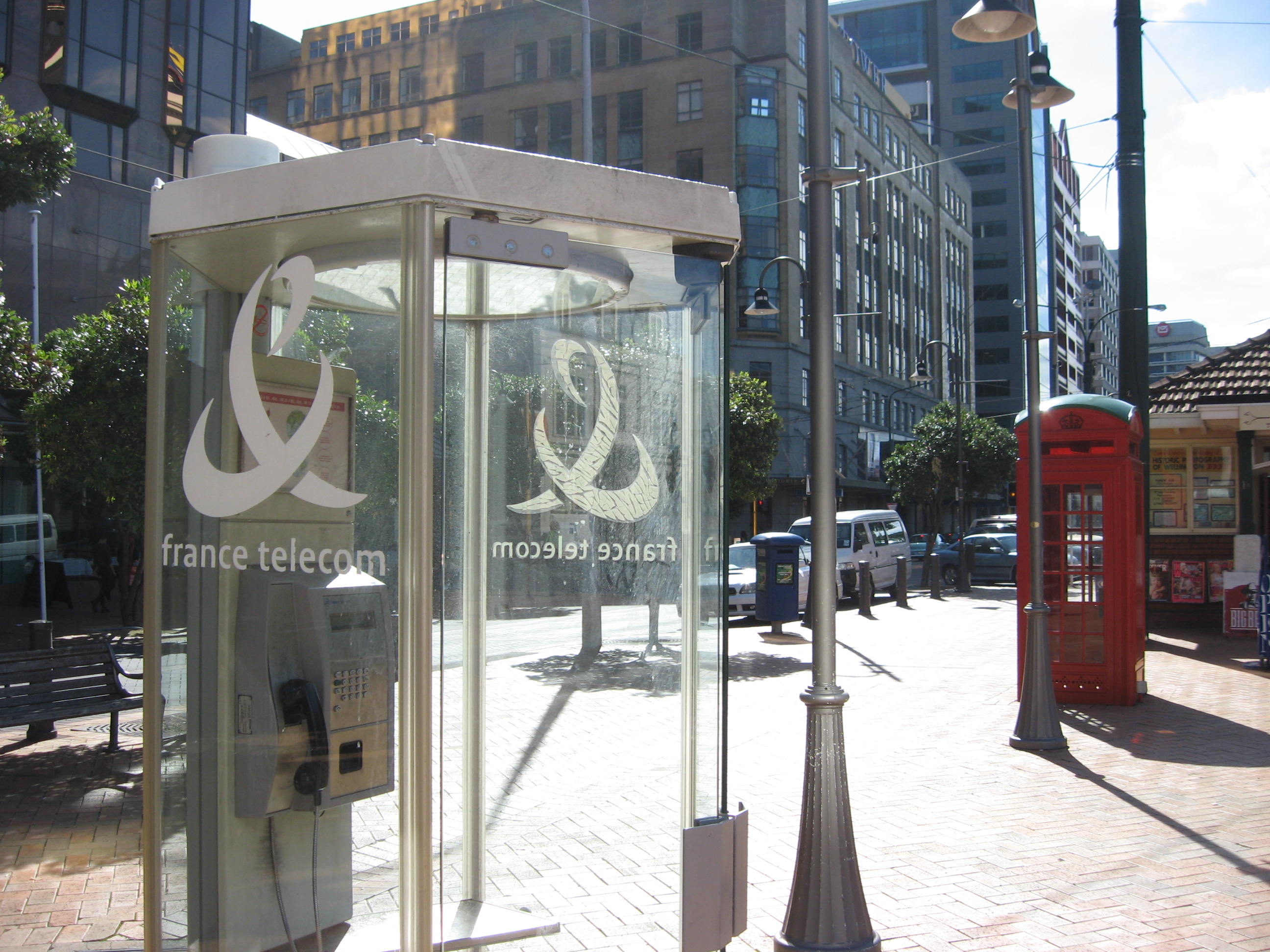
نتيجة لإلغاء القيود، تدير شركة أورانج أكشاك الهاتف في ويلينغتون، نيوزيلندا.

أوبين ترانسيت هو العمود الفقري لشبكة أورانج. وهي تغطي أوروبا والولايات المتحدة واليابان وهونج كونج وتعود إلى باريس.

### مجموعة بي تي
قامت أورانج ودويتشه تليكوم بدمج شركتيهما في المملكة المتحدة في عام 2010 لتشكيل مشروع مشترك يحمل علامة إي إي. في ديسمبر 2014، كانت أورانج تجري محادثات مع مجموعة بي تي بخصوص الاستحواذ على إي إي مقابل 12.5 مليار جنيه إسترليني. في 5 فبراير 2015، أُعلن أن مجموعة بي تي ستستحوذ على إي إي في صفقة بقيمة 12.5 مليار جنيه إسترليني، حيث ستحصل أورانج إس إيه على حصة 4 ٪ في مجموعة بي تي. اكتمل الاستحواذ على إي إي في 29 يناير 2016.

### غلوبيكاست
غلوبيكاست هو مزود خدمات إرسال الأقمار الصناعية والإنتاج للبث الاحترافي والمحتوى عبر الإنترنت والوسائط المتعددة للمؤسسات. تلفزيون غلوبيكاست وورليد هو قسم من غلوبيكاست. في عام 2012، بدأت غلوبيكاست أيضًا في إطلاق خدمة وسائط (OTT)/ أي بي تي في مباشرة إلى المنزل تسمى ماي جلوب تي في في الولايات المتحدة باستخدام مجموعة نيتجيم. تم إيقاف خدمة ماي جلوب تي في في ديسمبر 2013.

### فياكيس أوركا
فياكيس أوركا هو مزود لمنصات خدمة IPTV و OTT TV وخدمات الأمان. يقع مقرها الرئيسي في باريس لا ديفينس. استحوذت فياكيس أوركا على شركة سكاديو في عام 2017 وهي قادرة على توفير مشغل فيديو آمن. وتشارك فياكيس أوركا أيضًا في تتبع المحتوى عبر الإنترنت، حيث تقدم خدمات مكافحة القرصنة.

### مختبرات أورانج
مختبرات أورانج (المعروفة سابقًا باسم فرانس تليكوم أر أند دي) هي قسم البحث والتطوير في أورانج. تم اشتقاق هذا القسم من كيانات سابقة مختلفة، مثل CNET (المركز الوطني لدراسات الاتصالات) الذي تم إنشاؤه في عام 1944، و CCETT الذي تم إنشاؤه في عام 1972، بالإضافة إلى كيانات أخرى. في عام 2007، أصبحت فرانس تليكوم أر أند دي تُعرف باسم مختبرات أورانج، وهي شبكة عالمية من كيانات البحث والتطوير.
ساهمت CCETT / فرانس تليكوم أر أند دي في العديد من المعايير الدولية، مثل معايير اللجنة الكهروتقنية الدولية (IEC) والمنظمة الدولية للمعايير(ISO) وإم بي إي جي  ومعايير JPEG أو معايير الإذاعة الإلكترونية (DAB) ومعايير بث الفيديو الرقمي (DVB). طورت CCETT و IRT وفيليبس نظام ضغط صوتي رقمي ثنائي القناة يُعرف باسم ميوزيكام أو MPEG أوديو لاير II (جائزة إيمي في الهندسة 2000).
في عام 2010، خصصت أورانج 1.9٪ من إيراداتها، أو 845 مليون يورو، للبحث والتطوير. منذ يناير 2007، قامت أورانج بتوحيد مختبراتها البحثية ومراكزها التقنية في شبكة مختبرات أورانج. اعتبارًا من 31 ديسمبر 2010، امتلكت أورانج محفظة من 7892 براءة اختراع، 327 تم إيداعها في عام 2010  توظف أورانج 3700 شخص في البحث والتطوير سنويًا في جميع أنحاء المنظمة،  بما في ذلك أكثر من 200 مرشح لدرجة الدكتوراه وما بعد الدكتوراه. يعتمد البحث والتطوير في أورانج على شراكات مع الصناعة والموردين والمشغلين والجامعات والمدارس والمعاهد الأكاديمية وبرامج البحث مثل ما يلي:
| شريك                                                                       | نوع              |
| -------------------------------------------------------------------------- | ---------------- |
| الإتصالات الصينية                                                          | المورد والمشغل   |
| دويتشه تليكوم                                                              | المورد والمشغل   |
| Bibliothèque nationale de France (المكتبة الوطنية الفرنسية)                | المعهد الأكاديمي |
| CNRS                                                                       | المعهد الأكاديمي |
| إنريا                                                                      | المعهد الأكاديمي |
| سوبيليك                                                                    | جامعة / مدرسة    |
| تيليكوم بريتاني                                                            | جامعة / مدرسة    |
| École Normale Supérieure (المدرسة العليا للأساتذة)                         | جامعة / مدرسة    |
| ESSEC (المدرسة العليا للعلوم الاقتصادية والتجارية) - كرسي للإعلام والترفيه | جامعة / مدرسة    |
| École Normale Supérieure - كرسي التشفير                                    | جامعة / مدرسة    |
| جامعة باريس ديكارت - كرسي متعدد التخصصات                                   | جامعة / مدرسة    |
| École polytechnique - كرسي الابتكار والتنظيم                               | جامعة / مدرسة    |
| معهد ماساتشوستس للتكنولوجيا                                                | جامعة / مدرسة    |
| جامعة بكين للبريد والاتصالات                                               | جامعة / مدرسة    |
| جامعة لندن الامبرياليه                                                     | جامعة / مدرسة    |
| الوكالة الوطنية للبحوث                                                     | برنامج البحوث    |

يوجد نوعان من البنية التحتية في البحث والتطوير في أورانج: مختبرات البحث والمراكز التقنية. والأخيرون مسؤولون عن ابتكارات أورانج  ويتكون من فرق متعددة التخصصات من الباحثين والمهندسين وموظفي التسويق والمبيعات.
| نوع        | مدينة           | بلد                        |
| ---------- | --------------- | -------------------------- |
| تكنوسنتر   | شاتيلون         | فرنسا                      |
| تكنوسنتر   | لندن            | المملكة المتحدة            |
| تكنوسنتر   | وارسو           | بولندا                     |
| تكنوسنتر   | عمان            | الأردن                     |
| بحث وتطوير | -               | إسبانيا                    |
| بحث وتطوير | سان فرانسيسكو   | الولايات المتحدة الأمريكية |
| بحث وتطوير | بكين            | الصين                      |
| بحث وتطوير | القاهرة         | مصر                        |
| بحث وتطوير | طوكيو           | اليابان                    |
| بحث وتطوير | إيسي ليه مولينو | فرنسا                      |
| بحث وتطوير | كاين            | فرنسا                      |
| بحث وتطوير | غرونوبل         | فرنسا                      |
| بحث وتطوير | رين             | فرنسا                      |
| بحث وتطوير | لانيون          | فرنسا                      |
| بحث وتطوير | صوفيا أنتيبوليس | فرنسا                      |
| بحث وتطوير | لا توربي        | فرنسا                      |
| بحث وتطوير | بلفور           | فرنسا                      |

### سيتيفوكس
سيتيفوكس عبارة عن شبكة من مواقع الويب ذات المحتوى المحلي (مطاعم، أحداث ثقافية، إلخ) تم إنشاؤها في عام 1999. اشترت أورانج موقع الشبكة في عام 2008.

### ديزر
في أواخر أغسطس 2010، استحوذت أورانج على حصة 11٪ في موقع البث المباشر ديزر. مع هذا الاستحواذ، قدم المشغل للمشتركين خيار «ديزر بريميوم» الجديد: خدمة بث موسيقى مدفوعة عالية الجودة بدون إعلانات و 7 ملايين عنوان.

### ديلي موشن
في 25 يناير 2011، أعلنت شركة أورانج عن استحواذها على 49٪ من ديليموشن، وهي منصة فيديو فرنسية على الإنترنت، بتكلفة 58.8 يورو مليون. حصلت المجموعة أيضًا على خيار للاستحواذ على جميع الأسهم في المنصة في عام 2013. هذا مؤشر على إستراتيجية جديدة من قبل أورانج، والتي تسعى إلى تقديم مجموعة كاملة من الفيديو متعدد الشاشات لمشتركيها.

### استوديو 37
تم إنشاؤه في 2007 Studio 37 [الفرنسية]
 تشارك في إنتاج الأفلام والحصول عليها، على عكس استوديو كانال التابع لمجموعة كانال بلس. بدأ المنتج فريديريك دوماس الاستوديو الذي تبلغ ميزانيته الأولية 30 مليون يورو في التفاوض مع أورانج على اتفاقيات حصرية مع وارنر، إتش بي أو، فيديليتي أفلام وغومون، وضمان تيار من الأفلام لحزمة أورانج سينما وسلسلة لها لا حصر لها. في عام 2011، شارك استوديو 37 في إنتاج فيلم الفنان (فيلم) الذي فاز بجائزة أفضل صورة وأربع جوائز أخرى في حفل توزيع جوائز الأوسكار الرابع والثمانين. وهذا يجعله أول فيلم صامت يفوز بجائزة منذ الاحتفال الأصلي عام 1929.

### كلاودوات
كلاودوات هو مزود خدمات سحابية تم إنشاؤه في 2012 من قبل أورانج (44٪) والحكومة الفرنسية من خلال كاس دس ديبوتس (33٪) ومجموعة تاليس (22٪). في مارس 2015، استحوذت أورانج على جميع الأسهم المتبقية في كلاودوات لتعزيز عروض الخدمات السحابية للمؤسسات.

### اير
في يناير 2019، استحوذت أورانج على حصة أقلية في اير، وهي منصة بيانات ائتمانية في المملكة المتحدة.

### سيكيورداتا
في فبراير 2019، استحوذت أورانج على مزود الأمن السيبراني في المملكة المتحدة سيكيورداتا مقابل مبلغ لم يكشف عنه، ودمجه مع شعبة الدفاع السيبراني بأورنج.

### سكيورلينك
استحوذت أورانج على سكيورلينك، وهي شركة للأمن السيبراني مقرها هولندا، في عام 2019 مقابل 515 مليون يورو.

### سوما موفيل
في نوفمبر 2019، استحوذت أورانج إسبانا، وهي شركة تابعة لشركة أورانج، على سوما موبايل اسبانيا من جروب انجنيوم مقابل مبلغ لم يكشف عنه.

### تليكوم رومانيا
في أوائل أغسطس 2020، توصلت أورانج إلى اتفاقية مع وزارة الاتصالات ومجتمع المعلومات (MCSI) لشراء شركة تليكوم رومانيا وإنشاء كيان اتصالات جديد. كجزء من هذه الاتفاقية، ستمتلك الحكومة الرومانية حصة 20 ٪ في الكيان الجديد، وستتولى أورانج العمليات الثابتة. دخلت MCSI محادثات لبيع تليكوم رومانيا لأول مرة في سبتمبر 2019، عندما أعلنت شركة دويتشه تيليكوم أنها مستعدة لبيع حصتها في تليكوم رومانيا إلى أورانج.

## الجدل

### انتحار الموظفين
بين بداية يناير 2008 وأبريل 2011، انتحر أكثر من 60 موظفًا في فرانس تليكوم،  (في عام 2008 والجزء الأول من عام 2009 كان هناك 25 موظف ) ترك بعضهم ملاحظات تلقي باللوم على التوتر والبؤس في العمل. في أكتوبر 2009، أدت موجة الانتحار إلى استقالة نائب الرئيس التنفيذي السابق لويس بيير وينيس تحت ضغط نقابي ليحل محله ستيفان ريتشارد. في مواجفي 28 يوليو 2011، فرضت هيئة المنافسة غرامة مالية قدرها 27.6 مليون يورو على شركة فرانس تليكوم لكونها أعاقت بشكل غير لائق تطوير مشغلين منافسين جدد في الأقسام الفرنسية الخارجية (في المقام الأول ريونيون). هة حالات الانتحار المتكررة، قامت الشركة بترقية ستيفان ريتشارد إلى منصب الرئيس التنفيذي في 1 فبراير 2010، بينما ظل ديدييه لومبارد رئيسًا.
معدل الانتحار بين موظفي فرانس تليكوم البالغ عددهم 102 ألف موظف هو 15.3 في السنة، مقارنة بمتوسط 14.7 حالة انتحار لكل 100.000 من السكان الفرنسيين ككل.
بعد التحقيق، قال تفتيش العمل (تفتيش العمل) لنقابة العمل Sud-PTT أن تنظيم العمل في فرانس تليكوم «أدى إلى إحداث معاناة في العمل» و «مخاطر صحية» للموظفين. أجرت شركة التدقيق تيكنولوجيا تحقيقًا بناءً على طلب إدارة فرانس تليكوم. من بين 102,843 موظفًا في الشركة الأم للمجموعة، استجاب 80,080 موظفًا، أي بمعدل استجابة 77.9٪. كشف تقرير تقصي الحقائق عن «شعور عام سيئ للغاية»، و «صحة بدنية وعقلية متوترة»، و «بيئة عمل متوترة وحتى عنيفة» لبعض فئات الموظفين. اعتبرت ظروف العمل صعبة، خاصة بالنسبة للموظفين المسؤولين عن المبيعات و «تدخلات العملاء». نظرًا للتغطية الإعلامية المكثفة، كانت هذه النتائج مصدر خلاف كبير حول ظروف العمل.
في 20 ديسمبر 2019، أُدين الرئيس التنفيذي السابق ديدييه لومبارد وأورانج بتهمة التحرش الأخلاقي تجاه موظفيهما.

### الوصول إلى بعض المواقع محدود
في عام 2011، بعد شكاوى من مستخدمي الإنترنت، اتهمت شركة ميغا أبلود شركة أورانج بعدم توفير اتصال كافٍ بموقعها، وبالتالي حدت بشدة من الإنتاجية من فرنسا، وهو ادعاء نفته أورانج.

### اتهامات بالدعاية الكاذبة في فرنسا
في نوفمبر 2009، قدم ثلاثة مستخدمين شكوى ضد أورانج بسبب إعلانات كاذبة تتعلق بخدمة «مفتاح 3G غير محدود». انتقد هؤلاء العملاء المشغل بسبب الطريقة المضللة التي يتم بها تقديم هذه الخدمة، لأنها في الواقع ليست غير محدودة. في حين أنه من الصحيح أنه لا يوجد حد زمني، لا يمكن للمستخدم تنزيل أكثر من 1 غيغابايت في الشهر، مما يحد من التصفح. غير مدركين لذلك، تصفح المدعون الثلاثة ما وراء حدود الخطة واضطروا إلى دفع رسوم إضافية نتيجة لذلك.

### الفساد في تونس
في مارس 2011، كشف موقع المعلومات OWNI عن صفقة مالية مشكوك فيها مكنت مجموعة أورانج من الحصول على ترخيص 3G.

#### الممارسات المانعة للمنافسة في الأقسام الفرنسية الخارجية
في 28 يوليو 2011، فرضت هيئة المنافسة غرامة مالية قدرها 27.6 مليون يورو على شركة فرانس تليكوم لكونها أعاقت بشكل غير لائق تطوير مشغلين منافسين جدد في الأقسام الفرنسية الخارجية (في المقام الأول ريونيون).
استخدمت فرانس تليكوم موقعها المهيمن، الناتج بشكل خاص عن احتكارها السابق، للاستفادة بشكل غير عادل من منافسيها.
الممارسات التي حددتها الهيئة هي:
- مستويات معدل مفرطة
- بصفتها مشغلين لشبه مجمل الحلقات المحلية للبنية التحتية للاتصالات، مستفيدة من البيانات التي يمكنهم الوصول إليها، استهدفت فرانس تليكوم المشتركين السابقين الذين تحولوا إلى منافس، من أجل استعادتهم، وعرض عليهم صفقات محددة.
- ضغط الهامش على عروض الإنترنت ذات النطاق العريض
- الحفاظ على خدمات حظر المكالمات غير المتوافقة مع الاختيار المسبق لمشغل بديل

### انتشار الرسائل القصيرة ورسائل الوسائط المتعددة في 1 يناير 2011 في فرنسا
في 1 يناير 2011، تم إرسال خدمة الرسالة القصيرة (SMS) وخدمة رسائل الوسائط المتعددة (MMS) الخاصة بمستخدمي أورانج وفوترة عدة مرات. وافق المشغل على سداد التكاليف الزائدة للمستهلكين، موضحًا أن الخطأ جاء من «مشغل طرف ثالث»  (اتضح أنه بويج تيليكوم)،  قال إنه لم يرسل إقرارات، مما تسبب في إرسال الرسائل أن تكون مستاء. تم إلقاء اللوم على مشكلة في الكمبيوتر في منصة بويج تيليكوم. خلال ليلة 31 ديسمبر 2010 إلى 1 يناير 2011، تم تبادل أكثر من 930 مليون رسالة نصية في فرنسا (للمشغلين الثلاثة مجتمعين)، مسجلاً رقمًا قياسيًا جديدًا مقارنة بالقمم في السنوات السابقة.

### الخلافات في المملكة المتحدة بشأن جودة الخدمة
في 21 مارس 2007، نشرت واتش دوغ، وهي سلسلة تلفزيونية من قبل BBC تركز على حماية المستهلك، نتائج مسح النطاق العريض الذي أجروه. وفقًا للمسح، فإن أورانج هي أسوأ مزود خدمة إنترنت في المملكة المتحدة. قال 68٪ من عملاء أورانج الذين شاركوا في الاستطلاع إنهم غير راضين عن خدمة عملاء أورانج، وقد تم التصويت عليها على أنها المزود الأكثر موثوقية للنطاق العريض، ولديها أكبر عدد من العملاء غير الراضين. واجه ثلثا عملاء أورانج مشاكل في إلغاء النطاق العريض من أورانج.
استجابةً لمشاكل النطاق العريض من أورانج المملكة المتحدة والنطاق العريض من 3G خلال مارس 2009 وأبريل 2009، تمت ترقية شبكة بيانات 3G إلى 3.5G وزيادة تغطية الإشارة. يمكن رؤية هذه الشبكة الجديدة أثناء العمل على العديد من الهواتف المحمولة التي تعرض شبكة على سبيل المثال نوكيا إن 95، عندما يكتشف الهاتف سرعة أعلى. يعمل محول يو اس بي للنطاق العريض المتنقل من أورانج المملكة المتحدة مع الشبكة الجديدة. لا تزال شبكات 3G لجميع موردي الاتصالات تكافح من أجل الحصول على معدل النقل الذي تم الإعلان عنه في الأصل عندما تم الإعلان عن هذه الشبكات. أبلغ منظم الاتصالات في المملكة المتحدة  عن التحديات التي يواجهها جميع الموردين.
يركز موقع الويب الخاص بمنتدى المنظمات الاستهلاكية المعروف باسم أورانج المملكة المتحدة بروبلمز دوت كوم، وعلى المستوى الضعيف للخدمة التي تقدمها أورانج موجة عريضة في المملكة المتحدة. تم إنشاء الموقع في البداية باسم واندوو Problems.co.uk، ويركز الموقع على تفكيك الحلقة المحلية البرتقالية سيئة السمعة وخدمة العملاء السيئة، لكنه يغطي نطاقًا أوسع من عمليات أورانج مثل البريد الإلكتروني المفقود، وتأخير SMTP وانقطاعات الخدمة، والشكوك في التنصت، وآخرون.
تعرضت أورانج موبايل لانتقادات خلال تحقيق في القناة الرابعة في الأخبار بسبب الافتقار إلى الأمان مما قد يعرض سجلات العملاء للاحتيال.
في أغسطس 2007، تم انتقاد أورانج لحذفها بإيجاز حسابات البريد الإلكتروني المرتبطة بحسابات فريسيرف القديمة وواندوو «الدفع أثناء التنقل» دون سابق إنذار.
في أغسطس 2008، بعد مشكلات تم الإعلان عنها بشكل جيد في أداء آيفون 3G، قارن العملاء سرعة التنزيل واكتشفوا أن أورانج في فرنسا كانت تضع حدًا للنطاق الترددي لتنزيل 3G. اعترفت شركة أورانج بحد أقصى 384 كيلو بت / ثانية، وهو أقل بكثير من 7.2 ميجابت / ثانية النظري الذي يوفره آيفون. تم إلغاء تغطية شبكة 3G و 3G + باللون البرتقالي بحلول منتصف سبتمبر 2008.

### اتهامات بمعاداة السامية ودعوات للمقاطعة
قال رئيس مجلس الإدارة والرئيس التنفيذي الفرنسي لشركة اتصالات أورانج، ستيفان ريتشارد، في القاهرة بخصوص عمليات شركته في إسرائيل، "صدقوني، سأقوم بإلغاء العقد غدًا إذا استطعت. نريد إنهاء هذا وإصلاحه ؛ نحن لا نريدها. "  في وقت لاحق، أعلنت شركة أورانج عن رغبتها في التوقف عن استخدام اسم علامتها التجارية الشهيرة من قبل مشغلها الإسرائيلي شركة بارتنر للاتصالات. وقال رئيس دولة إسرائيل، رؤوفين ريفلين، ردا على ذلك "واجهت إسرائيل أمس فقط هجمات من هيئات معادية لإسرائيل ومعادية للسامية، اختارت نزع الشرعية عن دولة إسرائيل، وإطلاق الصواريخ علينا من قطاع غزة. وقال ريفلين "يجب أن نواجه هذه التحديات معًا، يمينًا ويسارًا". قالت وزيرة الثقافة الإسرائيلية ميري ريغيف: "أدعو يهود فرنسا والعالم إلى الانفصال عن أورانج ما لم يتراجع ستيفان ريتشارد عن كلماته. لقد حان الوقت لكي يفهموا أن اليهود في العالم والأصوات العقلاء التي تعارض معاداة السامية والعنصرية لها قوة أيضًا ". وأعلن البيان المنشور على الموقع الإلكتروني للشركة رداً على ذلك أن "مجموعة أورانج هي مشغل اتصالات وبالتالي فإن اهتمامها الأساسي هو الدفاع عن قيمة علامتها التجارية والترويج لها في الأسواق التي تتواجد فيها"، بدأ البيان. "المجموعة لا تشارك في أي نوع من النقاش السياسي تحت أي ظرف من الظروف". في وقت لاحق، زار ريتشارد إسرائيل لتوضيح ملاحظاته. والتقى برئيس الوزراء الإسرائيلي بنيامين نتنياهو والرئيس السابق شيمون بيريز. قال ريتشارد لنتنياهو وبيريز أن أورنج لم ولن تدعم جهود المقاطعة المناهضة لإسرائيل، وأصر على أن قرارها المعلن بإلغاء علاقتها بشريكها كان تجاريًا بحتًا وليس سياسيًا.
في 30 يونيو 2015، أعلنت أورانج وشركة بارتنر للاتصالات عن تغيير في اتفاقية الترخيص لمدة 10 سنوات. دفعت أورانج للشريك 40 مليون يورو لإضافة بند إلغاء الاشتراك إلى العقد،  الذي أجرى الشريك معه استطلاعًا للسوق لتحديد أفضل مسار للعمل للمضي قدمًا. في السنة الأولى، يمكن للشريك فقط الانسحاب، مع قدرة أي من الطرفين على إلغاء الاشتراك في السنة الثانية. بغض النظر عن الطرف الذي يختار ممارسة البند النهائي، ستدفع أورانج للشريك 50 مليون يورو إضافية لإنهاء الاتفاق. صرحت أورانج أن الأموال المدفوعة إلى شركة بارتنر للاتصالات كانت لأغراض إعادة العلامات التجارية فقط وأكدت تصريحها السابق بأن رغبتهم في مغادرة إسرائيل تستند إلى الرغبة في وقف اتفاقيات الترخيص والحفاظ على الشركات التابعة التي يسيطرون عليها فقط، بدلاً من المقاطعة. ستقوم أورانج بتسديد الدفعات ذات الصلة على مدار عامين وتحملها على دفاترها كمزيج من التسويق والمبيعات وخدمات العملاء والنفقات ذات الصلة. كجزء من الاتفاقية، ستنتقل أنشطة البحث والتطوير الخاصة بـ أورانج داخل إسرائيل إلى اسم أورانج، ولكن سيتم تقييدها من دخول سوق خدمات الاتصالات.
في سبتمبر 2015، أعادت أورانج التأكيد على التزامها تجاه إسرائيل من خلال الاستثمار في هولا، وهي شبكة توزيع فيديو.
في فبراير 2016، قررت أورانج وشركة بارتنر للاتصالات إنهاء اتفاقهما. نتيجة لذلك، أدى تغيير العلامة التجارية إلى أن تصبح أورانج إسرائيل جزءًا من الشريك.

## الحكم

### نظرة عامة على الحوكمة
تتركز حوكمة مجموعة أورانج في مجلس إدارتها ولجنتها التنفيذية وثلاث لجان توجه إستراتيجية أورانج:
- لجنة التدقيق: أنشئت في عام 1997، تتألف لجنة التدقيق من ثلاثة أعضاء يتم تعيينهم لفترات غير محددة من قبل مجلس الإدارة بناءً على توصية لجنة الحوكمة والمسؤولية الاجتماعية للشركات.
- لجنة الحوكمة والمسؤولية الاجتماعية للشركات: تأسست في عام 2010، وتتألف من ثلاثة أعضاء على الأقل يعينهم مجلس الإدارة بناءً على توصية رئيسها. وتتمثل مهمتها في دراسة المخاطر والفرص الرئيسية فيما يتعلق بالبيئة، وسياسات أورانج المتعلقة بالصناعة، ونشر المعلومات المجتمعية والبيئية، والتوجهات الرئيسية لسياسة المسؤولية الاجتماعية للشركات.
- لجنة الإستراتيجية: أنشئت في عام 2003، تتألف لجنة الإستراتيجية من ثلاثة أعضاء على الأقل يتم تعيينهم من قبل مجلس الإدارة بناءً على توصية رئيسها. هذا الأخير يرأس اللجنة. يدرس إستراتيجية التنمية الدولية للمجموعة والمبادئ التوجيهية الاستراتيجية منتصف المدة.

### الرؤساء
- 2005: ديدييه لومبارد.
- 2010: ستيفان ريتشارد.

### المدراء التنفيذيين
يرأس الشركة إما رئيس مجلس الإدارة، الذي يكون لقبه في هذه الحالة هو رئيس مجلس الإدارة والرئيس التنفيذي، أو من قبل شخص آخر يعينه مجلس الإدارة ويحمل لقب الرئيس التنفيذي.

### مجموعة مخرجين
يحكم المجموعة البرتقالية مجلس إدارة يتألف من اثني عشر عضوًا على الأقل واثنين وعشرين عضوًا كحد أقصى، مقسمة على النحو التالي: ثلاثة يتم تعيينهم من قبل الدولة الفرنسية، وثلاثة يتم انتخابهم من قبل الموظفين، ويتم انتخاب واحد من قبل المساهمين ويمثل المساهمين الموظفين، يتم تعيين الأعضاء الخمسة عشر الآخرين من قبل المساهمين. يعمل أعضاء مجلس الإدارة لمدة أربع سنوات. في عام 2011، كان مجلس الإدارة مكونًا من 15 عضوًا:
| اسم                     | موضع                                     |
| ----------------------- | ---------------------------------------- |
| ستيفان ريتشارد          | رئيس مجلس الإدارة والرئيس التنفيذي       |
| لوك مارينو              | مدير يمثل الموظفين المساهمين             |
| سيباستيان كروزير        | مدير يمثل الموظفين                       |
| فابريس جوليز            | مدير يمثل الموظفين                       |
| رينيه أولير             | مدير يمثل الموظفين                       |
| الكسندر بومبارد         | مدير مستقل                               |
| كريستل هايدمان          | مدير مستقل                               |
| تشارلز هنري فيليبي      | مدير مستقل                               |
| برنارد رامانانتسوا      | مدير مستقل                               |
| هيلي كريستوفرسن         | مدير مستقل                               |
| منى سبهري               | مدير مستقل                               |
| جان ميشيل سيفيرينو      | عضو مستقل                                |
| لوسي مونيسا             | مدير يمثل القطاع العام (الدولة الفرنسية) |
| آن لانج                 | مدير يمثل القطاع العام (الدولة الفرنسية) |
| مشاركات ببيفرانس (ممثل) | مدير يمثل القطاع العام (الدولة الفرنسية) |

### اللجنة التنفيذية
تتبع اللجنة التنفيذية رئيس مجلس الإدارة والمدير التنفيذي. والغرض منه هو تنسيق تنفيذ التوجهات الاستراتيجية لشركة أورانج والإشراف على تحقيق أهداف تخصيص الموارد التشغيلية والاجتماعية والتقنية والمالية. وهي تتألف من خمسة عشر عضوا.
| اسم                     | عنوان |
| ----------------------- | --- |
| ستيفان ريتشارد          | رئيس مجلس الإدارة والرئيس التنفيذي                                                                               |
| رامون فرنانديز          | مندوب الرئيس التنفيذي للشؤون المالية والأداء وأوروبا                                                             |
| جيرفيه بيليسييه         | الرئيس التنفيذي المنتدب، تحول المجموعة ورئيس مجلس إدارة أورانج بيزنس سيرفيس                                      |
| فابيين دولاك            | نائب الرئيس التنفيذي، المدير التنفيذي لشركة أورانج فرنسا                                                         |
| ماري نويل جيجو لافيسيير | نائب الرئيس التنفيذي، رئيس التكنولوجيا والابتكار                                                                 |
| لوران بالاسوت           | نائب الرئيس التنفيذي، الرئيس التنفيذي لشركة أورانج إسبانيا                                                       |
| كريستين ألبانيل         | نائب الرئيس التنفيذي الأول للمسؤولية الاجتماعية للشركات والتنوع والشراكات والعمل الخيري، ونائب رئيس مؤسسة أورانج |
| جيروم باريه             | الرئيس التنفيذي لشركات البيع بالجملة والشبكات الدولية                                                            |
| هيوز فولون              | المدير التنفيذي لأنشطة الإستراتيجية والأمن السيبراني                                                             |
| نيكولاس غيران           | الأمين العام، أمين سر مجلس الإدارة                                                                               |
| فاليري لو بولانجر       | المدير التنفيذي المسؤول عن الموارد البشرية                                                                       |
| بياتريس ماندين          | المدير التنفيذي للاتصالات والعلامة التجارية                                                                      |
| عليون ندياي             | الرئيس التنفيذي لشركة أورانج الشرق الأوسط وأفريقيا                                                               |
| هيلموت ريسينجر          | الرئيس التنفيذي لشركة أورانج بيزنس سيرفيس                                                                        |
| بول دي ليوس             | نائب الرئيس التنفيذي لشركة أورانج للخدمات المالية المتنقلة، والرئيس التنفيذي لبنك أورانج                         |

### مدير المكتب رئيس المكتب

المكتب الرئيسي السابق لشركة أورانج في باريس في 6، ساحة أليراي.

يقع المقر الرئيسي لشركة أورانج منذ عام 2012 في 78 شارع أوليفييه دي سيريس في الدائرة الخامسة عشرة في باريس.
كان مقر المكتب الرئيسي السابق للشركة في 6، ساحة أليراي في الدائرة 15 من باريس. كان المبنى المقر الرئيسي من عام 1998 حتى عام 2012. عمل في الموقع ثمانمائة موظف.

## مؤسسة أورانج
في عام 1987، أنشأت فرانس تليكوم مؤسسة فرانس تيليكوم. في 16 يناير 2007، غيرت المؤسسة اسمها إلى مؤسسة أورانج . في عام 1990، حصلت مؤسسة فرانس تيليكوم على أعلى جائزة للأعمال الخيرية للشركات من ADMICAL. في عام 1995، حصلت مؤسسة فرانس تيليكوم على أعلى جائزة للتضامن من ADMICAL. يتكون مجلس إدارة مؤسسة أورانج من ممثلين عن شركة أورانج وشخصيات مستقلة وممثلين عن الموظفين. والغرض منه هو دعم المشاريع المتعلقة بالصحة، وخاصة التوحد ؛ التعليم، ولا سيما تعليم الفتيات في البلدان النامية ؛ والثقافة، وخاصة الموسيقى الصوتية الجماعية. يتم اختيار المشاريع التي تدعمها مؤسسة أورانج من قبل لجان الخبراء المخصصة لكل موضوع رئيسي. شاركت المؤسسة في 300 إلى 400 مشروع سنويًا منذ عام 1987. تعمل المؤسسة مع المنظمات غير الحكومية الدولية والجمعيات المحلية المشاركة في مشاريع طويلة الأجل في البلدان التي يوجد فيها مقر أورانج من أجل متابعة أفضل لهذه المشاريع.

## رعاية
من 2000 إلى عام 2002، كان البرتقال الراعي الرئيسي ل يفيلد القائم على احد الفورمولا فريق السهام.
كانت أورانج هي الراعي بطولة أمم أوروبا 2012 وبطولة أمم أوروبا 2016.
كانت الشركة الراعي الرسمي للقميص للفرق الوطنية لكرة السلة لجمهورية أفريقيا الوسطى والسنغال في بطولة أفريقيا لكرة السلة لعام 2015 .
منذ أكتوبر 2017، أصبحت أورانج هي الراعي الجديد للطاقم لفريق كرة القدم الفرنسي الأولمبي مرسيليا لموسم 2017/2018 حتى 2018/2019.
أصبحت الشركة راعيًا لمنظمة الرياضات الإلكترونية في عام 2018.

## أحداث هامة
في يونيو 2005، أعلنت فرانس تيليكوم أن شركة وانادو لخدمات الإنترنت وشركة إيكوانت لخدمات الأعمال التابعتين لها سيتغير اسميهما إلى أورنج في 2006 لتوحيد العلامة التجارية. وفي يونيو 2005، أعلنت فرانس تيليكوم عن نيتها شراء 80% من شركة آمينا الإسبانية لخدمات المحمول وبالفعل قامت بالشراء في نوفمبر من نفس العام وتغيرت أسماء كل من آمينا و-وانادو إسبانيا وشركة يوني2 لخدمات الهاتف الثابت في إسبانيا إلى أورنج.
في بداية عام 2006 بدأت أورنج في سلوفاكيا بتقديم خدمة الإنترنت والمحمول والثابت حزمة واحدة ضمن ما سمي «أورنج هوم بوكس». وفي سبتمبر 2007 اشترت تي-موبايل هولندا شركة أورنج هولندا من فرانس تيليكوم.
في 2008 حصلت أورنج على تصريح من شركة آبل لبيع آيفون في النمسا، بلچيكا، جمهورية الدومينيكان، مصر، الأردن، بولندا، البرتغال، رومانيا، سلوڤاكيا، سويسرا، وأسواق أورنج في أفريقيا.
في 1 يناير 2009 أصبحت شركة سيتيديسك السويسرية للوسائط المتعددة ملكًا رسميًا لمجموعة فرانس تيليكوم وتغير اسمها إلى أورنج سيتيديسك، أول منافذ بيع في أوروبا متخصصة في بيع الهواتف النقالة والأكسسوارات وأيضَا الأفلام والموسيقى وألعاب الڤيديو.
في 5 أبريل 2009 حكمت محكمة دولية على أوراسكوم تليكوم المصرية ببيع حصتها في شركة موبينيل المصرية لخدمات المحمول لفرانس تيليكوم (أورنج) بسعر 441.658 جنيه مصري للسهم.
في 28 أكتوبر 2009 غيرت أورنج اسم شركة خدمات المحمول ڤوكس موبايل (VOXmobile) التابعة لها في لوكسمبورغ إلى أورنج.
في 11 ديسمبر 2009 وافقت هيئة الرقابة المالية في مصر على عرض فرانس تيليكوم (أورنج) لشراء كامل أسهم موبينيل بسعر 245 جنيهًا مصريًا للسهم ولكن حكمت محكمة القضاء الإداري بإلغاء الصفقة في 10 إپريل 2010 لانخفاض السعر المعروض للسهم.
في 23 مايو 2015 أصدرت الحملة الشعبية لمقاطعة إسرائيل بيانا بمشاركة 11 حزب مصري دعت فيه لحملة لمقاطعة شركة موبينيل والتي تملك 98% من أسهمها شركة أورانج، وذلك على خلفية ما وصفته بمساهمة شركة «أورانج» في انتهاكات الاحتلال داعية «أورانج» لإنهاء إتفاقيتها مع الشركة الإسرائيلية تجنبا لتعارض مواقفها مع مبادئ حقوق الإنسان، إذ قامت الشركة الإسرائيلية المشغلة لخدمات أورانج في إسرائيل (بالإنجليزية: Partner) ببناء أبراج اتصال ومحطات إرسال واستقبال على مناطق مختلفة من الأراضي الفلسطينية المحتلة وهضبة الجولان، وإستفادت من تحكم إسرائيل في حوالي 59% من الضفة الغربية لفرض خدماتها على الفلسطينيين واحتكار السوق بحسب وصف الحملة. كما دعمت الشركة وحدات من الجيش الإسرائيلي من دبابات وناقلات جنود وأخرى استخباراتية، وقدمت الشركة خدمات مجانية للجنود الذين شاركوا الحرب على غزة في صيف 2014 حتى يكونوا «على اتصال مستمر مع أهلهم».

## روابط خارجية
- الموقع الرسمي
.
- معلومات الشركة.